# Giorgio Jan
Giorgio Jan (21 de diciembre de 1791, Viena - 8 de mayo de 1866 , Milán) fue un taxónomo, zoólogo, botánico y escritor italiano, de origen germano. También fue conocido como Georg Jan o Georges Jan.
Luego de ser asistente en la Universidad de Viena, Jan obtiene el puesto de profesor de botánica en la Universidad de Parma, y luego sería Director del Jardín botánico. A ese tiempo, el ducado de Parma ya no estaba bajo la jurisdicción de Austria, siguiendo al Congreso de Viena, posteriormente a la derrota de Napoleón en Waterloo.

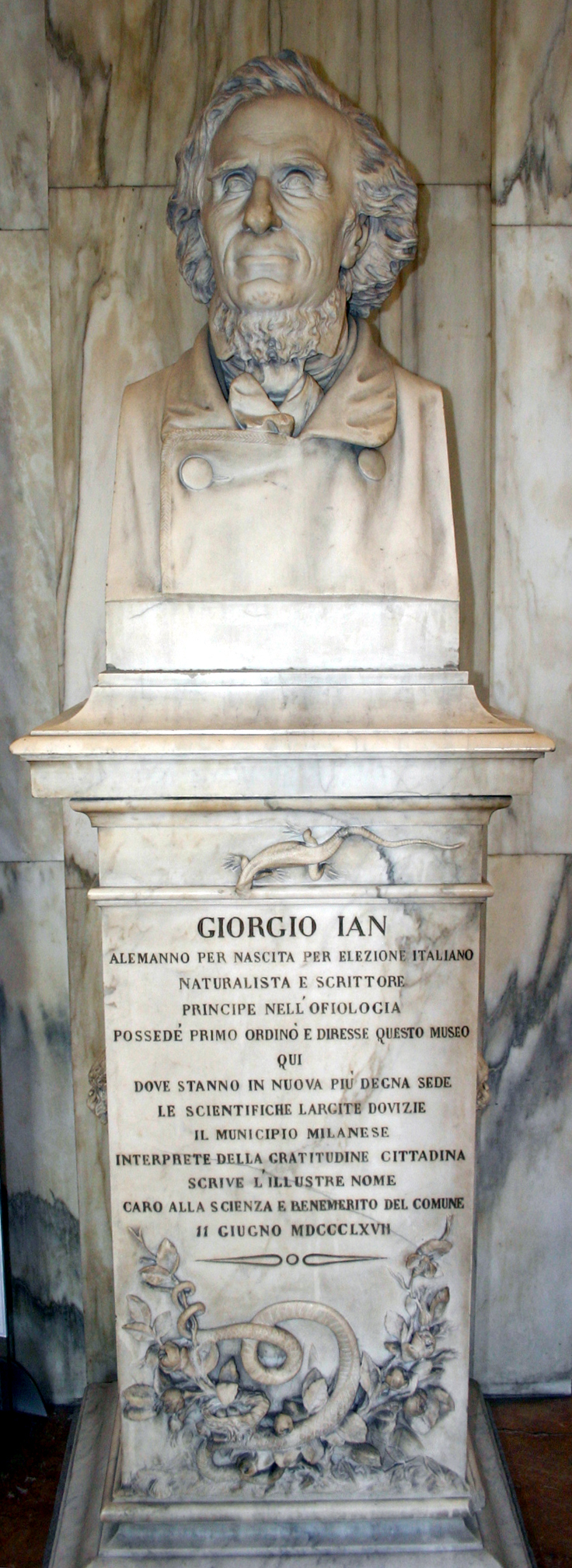
Busto de Giorgio Jan, en el Museo Cívico de Historia Natural de Milán.

Cuando Giuseppe de Cristoforis falleció en 1837, donó sus colecciones a la ciudad de Milán con la condición de que su municipalidad creara un museo de historia natural. El primer mandato de dirección del museo fue propuesto a Giorgio Jan, quien a su vez ofreció sus propias colecciones. Así el Museo Cívico de Historia Natural de Milán se creó al año siguiente, siendo uno de los más viejos museos de historia natural de Italia. Jan inmediatamente contrató a Ferdinando Sordelli (1837-1916), artista y naturalista, quien luego ilustraría sus publicaciones.
El interés principal de Jan era la botánica, pero se rodeó de inmensas colecciones de historia natural, como fósiles, minerales. Con Giuseppe de Cristoforis, publicaron muchos catálogos de especímenes, frecuentemente ofertándolos para venta o intercambio. Entre sus muchas nuevas especies, se describieron mayormente insectos y moluscos. Se acreditó con haber descripto varias nuevas especies de serpientes. En los 1860s comenzó a compilar lo que pasaría a publicarse como Iconographie General des Ophidiens, extensa colección de artículos científicos relacionados con serpientes, pero falleció antes de completarlo. La obra finalmente se publicó en varias partes por Sordelli.

## Otras publicaciones
- 1818. Catalogus plantarum phanerogamarum, ad usum botanophilorum exsiccatarum.
- 1831. Elenchus plantarum que in horto ducali botanico parmesi….

## Honores

### Epónimos
varios nombres de especies
- serpiente nocturna de Texas Hypsiglena torquata jani
- serpiente mexicana de pinos Pituophis deppei jani[1]
- La abreviatura «Jan» se emplea para indicar a Giorgio Jan como autoridad en la descripción y clasificación científica de los vegetales.[2]

## Abreviatura (zoología)
La abreviatura Jan  se emplea para indicar a Giorgio Jan como autoridad en la descripción y taxonomía en zoología.